# 电线杆

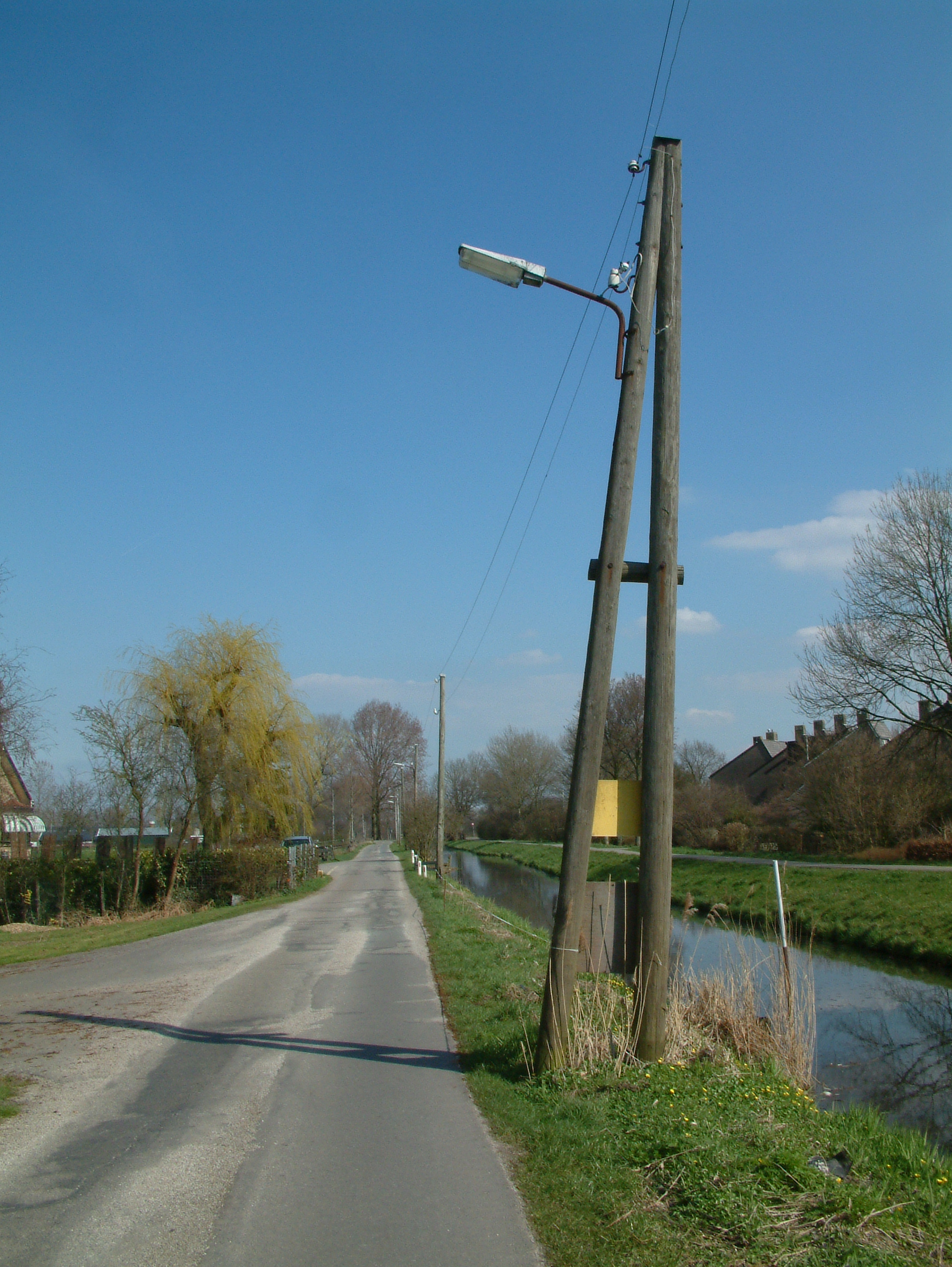
路边的木杆

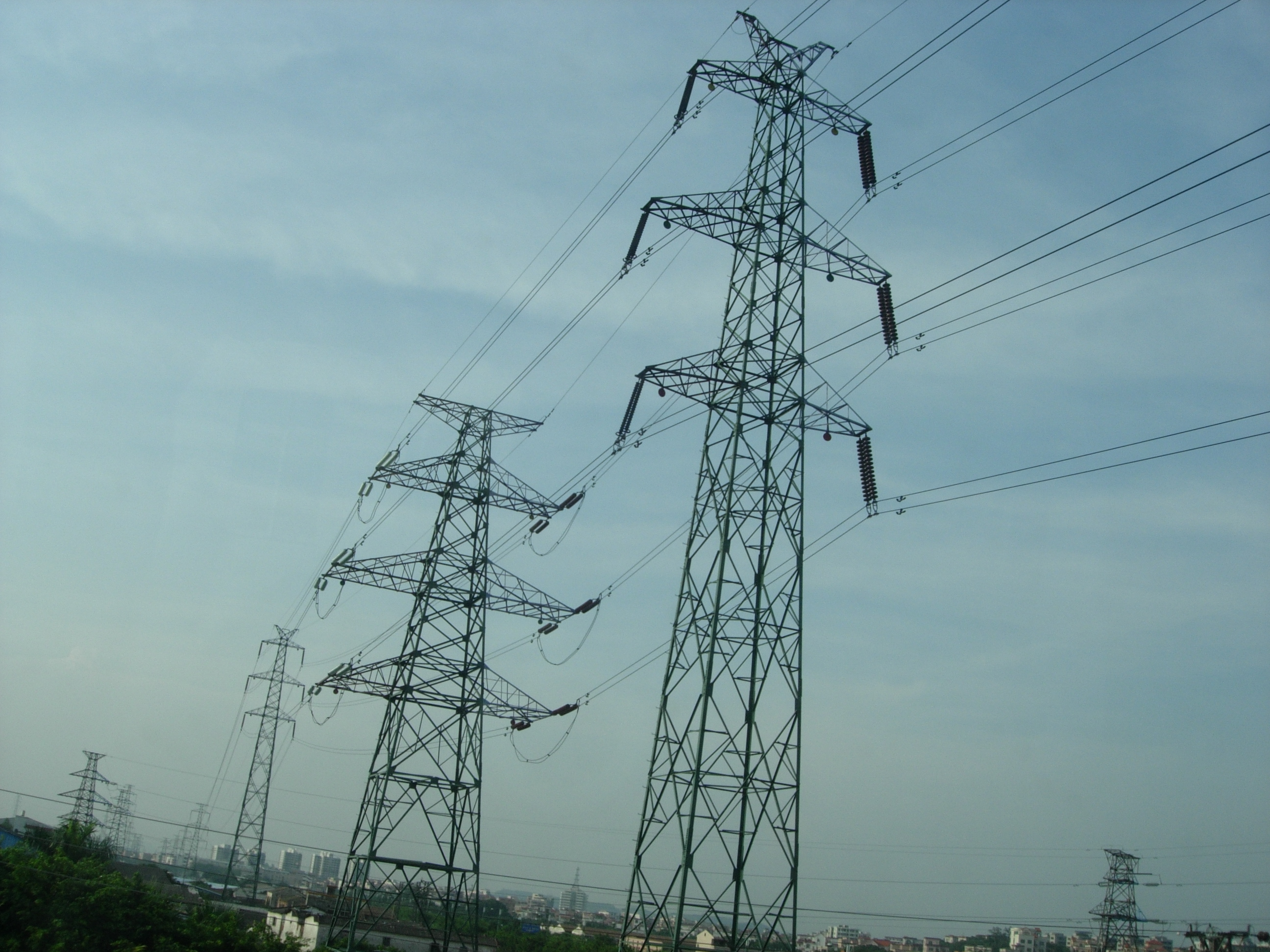
在郊外的高压电塔

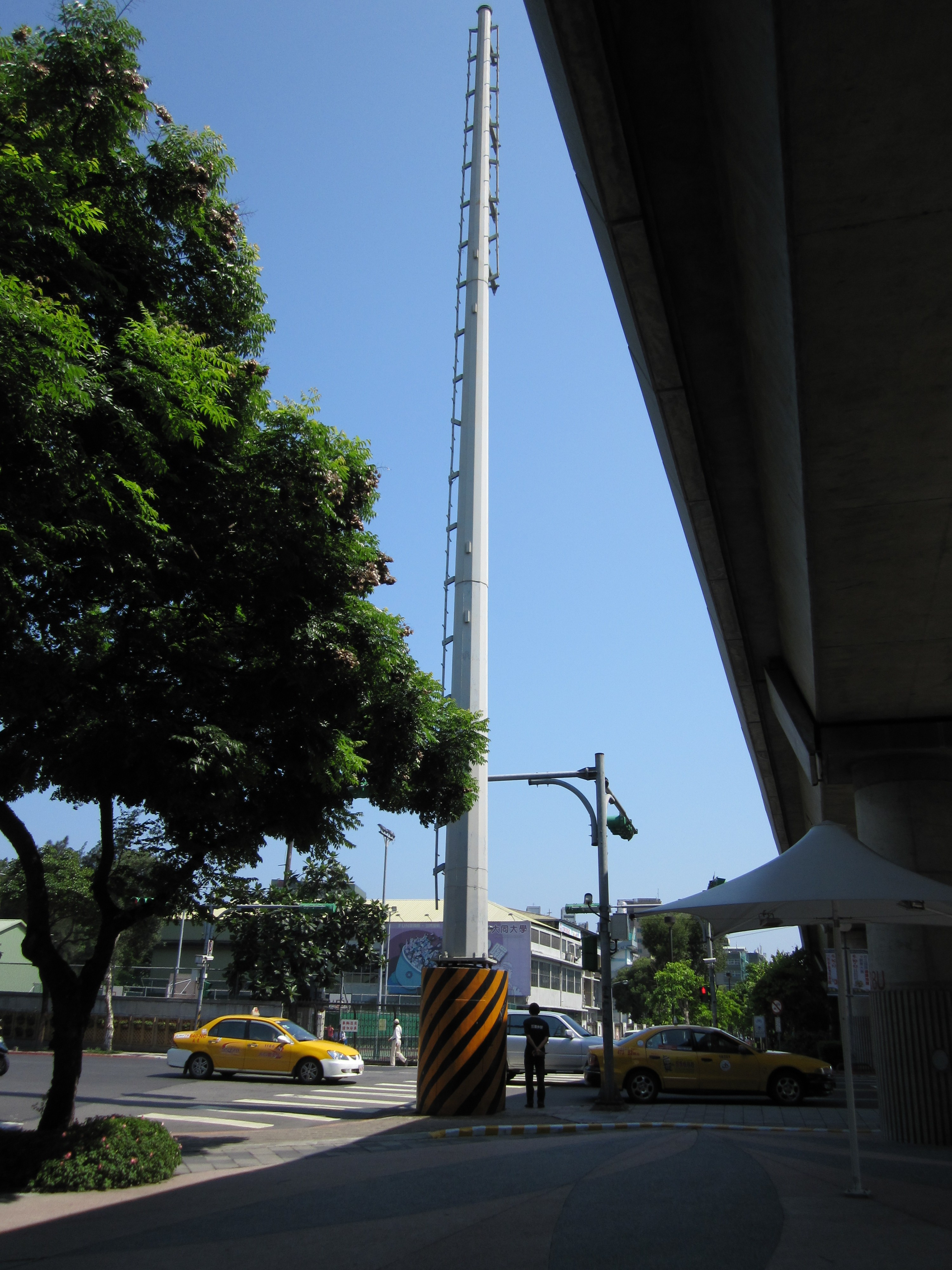
位於臺北捷運圓山站與大同大學之間的高压电塔（已移除）

电线桿，通常由木材或鋁合金製成， 是用来把电缆架起以方便电力或电信远距离传输的構造物。通常电缆会被高高地架在电线杆上，这可以远离行人、或跨过道路与建筑物。这种用电线杆架起电缆传输电的方法成本较低，所以应用规模非常大，几乎有电力供应的地方就会出现电线杆。一般居住点里电线杆会用水泥制成柱状立在路边，早期或臨時性設置會使用木頭代替，有时会以钢丝拉扯辅佐以防电线杆倒下；而用铁架制成的电线杆多出现在郊外，而在郊外有种特别高大的电线杆一般称为高压电塔，它用于架起主力电网的高压供电电缆。
電線桿除了架設電力或電信用纜線外，還可能會附掛交通標誌、交通號誌、基地台、路燈及廣告看板等物。
電線和電纜在電線桿上架空佈線，這是一種廉價的方式，可以使電線和電纜與地面絕緣，並且不會妨礙人和車輛。
電線桿和相關結構由一些被認為是一種形式的視覺污染，且會佔用空間。所以有些地方，特別是人口密集的區域才會改放置地下，然而埋設於地下的電纜成本相當昂貴。

## 外部連結
- The Telegraph Pole Appreciation Society
- Article on Utility-Telecom Joint Use of Poles
- Lots of photographs
- Photographs of Various U.S. Utility Poles
- Hungarian Telephone Poles
- Utility Poles @ Ann's Garden
- Wood Utility Pole Inspection Methods
- Wood Utility Pole Life Cycle
- A photo collection of pole routes throughout the UK and abroad
- American Wood Protection Association （页面存档备份，存于）
- USDA Rural Development's Electric Programs
- GR-60, Generic Requirements for Wooden Utility Poles